# Xiong Xin-xin
Xiong Xin-xin (chinois : 熊欣欣 ; pinyin : Xióng Xīnxīn) aussi connu sous la prononciation en cantonais de Hung Yan-yan, né le 25 février 1962 à Liuzhou, dans la région autonome Zhuang du Guangxi, en Chine, est un acteur et chorégraphe d'action chinois.

## Filmographie

### Comme acteur
- 1982 : Le Temple de Shaolin (cascadeur-doubleur)
- 1989 : Mad Mission 5
- 1989 : Les Dieux du jeu
- 1991 : Lee Rock 2
- 1991 : Il était une fois en Chine
- 1992 : Rhythm of Destiny
- 1992 : Il était une fois en Chine 2 : la secte du lotus blanc
- 1992 : L'Auberge du dragon
- 1993 : Il était une fois en Chine 3 : Le Tournoi du Lion
- 1994 : Il était une fois en Chine 5 : Dr Wong et les pirates
- 1995 : Le Festin chinois
- 1995 : The Blade (Dao)
- 1996 : Tristar
- 1996 : Black Mask
- 1997 : Double Team
- 1997 : Il était une fois en Chine 6 : Dr Wong en Amérique
- 2011 : Shaolin
- 2013 : Ip Man: The Final Fight
- 2015 : The Final Master